# Francis Repellin
Francis Repellin (ur. 4 marca 1969 r. w Grenoble) – francuski kombinator norweski, srebrny medalista mistrzostw świata oraz trzykrotny medalista mistrzostw świata juniorów.

## Kariera
Pierwszy sukces w swojej karierze Francis Repellin osiągnął w 1988 roku podczas mistrzostw świata juniorów w Saalfelden am Steinernen Meer, gdzie zdobył indywidualnie srebrny medal. Rok później, na mistrzostwach świata juniorów w Vang powtórzył ten sukces, zdobywając także srebrny medal w zawodach drużynowych.
W Pucharze Świata zadebiutował 17 stycznia 1987 roku w Autrans, gdzie zajął dwunaste miejsce w konkursie rozgrywanym metodą Gundersena. Tym samym już w swoim debiucie wywalczył pierwsze pucharowe punkty. W sezonie 1986/1987 pojawił się jeszcze dwukrotnie, ale wyniku z Autrans nie poprawił i w klasyfikacji generalnej zajął 35. miejsce. W kolejnym sezonie, mimo czterech startów nie zdobył żadnego punktu i nie został uwzględniony w klasyfikacji generalnej. Wziął jednak udział w igrzyskach olimpijskich Calgary, gdzie nie ukończył rywalizacji w zawodach indywidualnych.
Najlepsze wyniki osiągnął w sezonie 1988/1989, który ukończył na trzynastej pozycji. Czterokrotnie punktował, najlepszy wynik osiągając 25 marca 1989 roku w Thunder Bay, gdzie był piąty. Na mistrzostwach świata w Lahti w 1989 roku zajął dziewiąte miejsce w sztafecie, a indywidualnie zajął 23. miejsce. Dwa lata później, podczas mistrzostw świata w Val di Fiemme osiągnął swój największy sukces w kategorii seniorów. Francuzi w składzie: Francis Repellin, Xavier Girard i Fabrice Guy wywalczyli srebrny medal w sztafecie, mimo iż po skokach zajmowali dopiero szóste miejsce. W konkursie indywidualnym nie wziął udziału.
Ostatnią dużą imprezą w jego karierze były igrzyska olimpijskie w Albertville. W konkursie indywidualnym zajmował 19. miejsce po skokach, jednak w biegu stracił jeszcze kilka pozycji i ostatecznie zawody zakończył na 27. miejscu. W zawodach drużynowych Francuzi zajmowali po skokach piątą pozycję ze stratą 5:33 minuty do prowadzących Japończyków. Na trasie biegu zdołali zniwelować stratę do nieco ponad dwóch minut, co jednak wystarczyło do zajęcia czwartego miejsca. W 1993 roku zakończył karierę.

## Osiągnięcia

### Igrzyska olimpijskie
| Miejsce | Dzień     | Rok  | Miejscowość | Konkurencja             | Wynik zwycięzcy | Strata  | Zwycięzca      |
| ------- | --------- | ---- | ----------- | ----------------------- | --------------- | ------- | -------------- |
| DNF     | 28 lutego | 1988 | Calgary     | Gundersen K-90/15 km    | 38:16,8         | -       | Hippolyt Kempf |
| 27.     | 12 lutego | 1992 | Albertville | Gundersen K-90/15 km    | 44:28,1         | +6:00,3 | Fabrice Guy    |
| 4.      | 17 lutego | 1992 | Albertville | Sztafeta K-90/3 × 10 km | 1:23:36,6       | +2:15,5 | Japonia        |

### Mistrzostwa świata
| Miejsce | Dzień     | Rok  | Miejscowość   | Konkurencja             | Wynik zwycięzcy | Strata  | Zwycięzca         |
| ------- | --------- | ---- | ------------- | ----------------------- | --------------- | ------- | ----------------- |
| 23.     | 18 lutego | 1989 | Lahti         | Gundersen K-90/15 km    | 37:10,7         | +5:00,5 | Trond Einar Elden |
| 9.      | 24 lutego | 1989 | Lahti         | Sztafeta K-90/3 × 10 km | 1:24:21,7       | +5.02,8 | Norwegia          |
| 2.      | 8 lutego  | 1991 | Val di Fiemme | Sztafeta K-90/3 × 10 km | 1:21:22,5       | +1:16,3 | Austria           |

### Mistrzostwa świata juniorów
| Miejsce | Dzień    | Rok  | Miejscowość | Konkurencja              | Wynik zwycięzcy | Strata | Zwycięzca         |
| ------- | -------- | ---- | ----------- | ------------------------ | --------------- | ------ | ----------------- |
| 2.      | 1 lutego | 1988 | Saalfelden  | Gundersen K-90/15 km     | ?               | ?      | Radomír Skopek    |
| 2.      | 17 marca | 1989 | Vang        | Gundersen K-90/15 km     | ?               | ?      | Trond Einar Elden |
| 2.      | 18 marca | 1989 | Vang        | Drużynowo K-90/3 × 10 km | ?               | ?      | Norwegia          |

### Puchar Świata

#### Miejsca w klasyfikacji generalnej
- sezon 1986/1987: 35.
- sezon 1988/1989: 13.
- sezon 1990/1991: 22.
- sezon 1991/1992: 30.
- sezon 1992/1993: 26.

#### Miejsca na podium
Repellin nigdy nie stał na podium indywidualnych zawodów Pucharu Świata.

### Puchar Kontynentalny

#### Miejsca w klasyfikacji generalnej
- sezon 1990/1991: 15.

#### Miejsca na podium
| Nr | Data            | Miejscowość | Konkurencja         | Wynik zwycięzcy | Pozycja | Strata | Zwycięzca   |
| -- | --------------- | ----------- | ------------------- | --------------- | ------- | ------ | ----------- |
| 1. | 23 grudnia 1990 | Chaux-Neuve | Gundersen K90/15 km | ?               | 3.      | ?      | Fabrice Guy |